# Rober Correa
Roberto Antonio Correa Silva, dit Rober, né le 20 septembre 1992 à Badajoz, est un footballeur espagnol évoluant au poste d'arrière droit à la SD Eibar.

## Biographie
Il joue deux matchs en première division espagnole avec le Rayo Vallecano lors de la saison 2011-2012, puis sept matchs dans ce même championnat en 2015-2016 avec l'Espanyol de Barcelone.
Le 5 juillet 2019, Correa signe à la SD Eibar pour trois saisons.